# Clasificación de Pinus
Hay tres subgéneros de Pinus, subgro. Strobus (pino blanco), subgro. Ducampopinus (piñón, Balfourianae y pinos Lacebark, y subgro. Pinus (pino típico, o pino amarillo). Esta clasificación en tres subgéneros se basa en los conos, semillas y caracteres de las hojas:
- Subgro. Strobus escamas sin banda sellante. Terminal Umbo. Alas seminales adnates. Un haz fibrovascular por hoja.
- Subgro. Ducampopinus escamas sin banda sellante. Dorsal Umbo. Alas seminales articuladas. Un haz fibrovascular por hoja.
- Subgro. Pinus escamas sin banda sellante. Dorsal Umbo. Alas seminales articuladas. Dos haces fibrovasculares por hoja.

Note que en muchos respectos, el subgénero Ducampopinus es intermedio entre (y posiblemente ancestro de) los otros dos subgéneros. En muchas clasificaciones, se combinaban en el subgro. Strobus, pero podría estar con igual justificación en el subgro. Pinus (como pasó en la temprana clasificación del botánico californiano J G Lemmon en 1888). En general, los conos y sus escamas, morfología seminal, estípulas, morfología de vainas, enfatizaban que se finalizaba en una clasificación que hacía subsecciones de pinos que eran inestables, y al final se reconocían rápidamente por su apariencia general. Los pinos con un haz fibrovascular por hoja,  i.e. subgénero Strobus y Ducampopinus, son conocidos como pinos haploxilon, mientras que los pinos con dos haces fibrovasculares por hoja, i.e. subgro. Pinus, se llaman pinos diploxilon,que tienden a tener madera másdura y más cantidad de resina que los haploxilones.

## Clasificación dePinus

### SubgéneroStrobus:pino blando
- Sección Quinquefoliae (sección Strobus): pinos blancos.
  - Subsección Strobi: Norteamérica, América Central, Europa, Asia.
    - Pinus amamiana
    - Pinus armandii - Pino chino de Armand.
    - Pinus ayacahuite - Pino cahuite.
    - Pinus bhutanica
    - Pinus chiapensis
    - Pinus dabeshanensis
    - Pinus dalatensis
    - Pinus fenzeliana
    - Pinus flexilis - Pino huyoco.
    - Pinus lambertiana - Pino de azúcar.
    - Pinus morrisonicola
    - Pinus monticola - Pino blanco occidental.
    - Pinus parviflora - Pino blanco japonés.
    - Pinus peuce - Pino de Macedonia.
    - Pinus pumila
    - Pinus reflexa
    - Pinus strobiformis
    - Pinus strobus - Pino de Weymouth.
    - Pinus wallichiana - Pino azul del Himalaya.
    - Pinus wangii

  - Subsección Cembrae: Europa, norte Asia, oeste Norteamérica.
    - Pinus albicaulis - Pino de corteza blanca.
    - Pinus cembra - Pino cembro.
      - Pinus cembra ssp. sibirica - Subespecie de Rusia.

    - Pinus koraiensis - Pino de Corea.
    - Pinus sibirica

### Subgro.Ducampopinus:Píñón,Balfourianaey pinos Lacebark
- Sección Parrya
  - Subsección Nelsonianae - noreste México.
    - Pinus nelsonii

  - Subsección Krempfianae
    - Pinus krempfii

  - Subsección Gerardianae - Asia Central.
    - Pinus bungeana - Pino chino de Bunges.
    - Pinus gerardiana
    - Pinus squamata

  - Subsección Rzedowskianae - Piñones de conos grandes, México.
    - Pinus maximartinezii
    - Pinus pinceana
    - Pinus rzedowskii

  - Subsección Cembroides - Piñones, México, sudoeste de EE.UU.
    - Pinus cembroides
    - Pinus culminicola
    - Pinus discolor
    - Pinus edulis
    - Pinus johannis
    - Pinus monophylla - Pino monoaguja.
    - Pinus orizabensis
    - Pinus quadrifolia
    - Pinus remota

  - Subsección Balfourianae - Sudoeste de EE.UU.
    - Pinus aristata - Pino de Colorado.
    - Pinus balfouriana - Pino de Balfour.
    - Pinus longaeva - Pino longevo.

### SubgéneroPinus- pinos amarillos
- Sección Pinus - Mayormente en Europa, Asia, excepto para P. resinosa en noreste de Norteamérica y P. tropicalis en Cuba.
  - Subsección Pinus
    - Pinus densata
    - Pinus densiflora - Pino rojo japonés.
    - Pinus heldreichii - Pino de los Balcanes.
    - Pinus hwangshanensis
    - Pinus kesiya
    - Pinus luchuensis
    - Pinus massoniana
    - Pinus mugo - Pino negro, Pino de montaña.
      - Pinus mugo ssp. mugo
      - Pinus mugo ssp. rotundata
      - Pinus mugo ssp. uncinata

    - Pinus nigra - Pino negral.
      - Pinus nigra ssp. laricio - Pino negral de Córcega.
      - Pinus nigra ssp. nigra - Pino negral de Austria.
      - Pinus nigra ssp. pallasiana - Pino negral de Crimea.
      - Pinus nigra ssp. salzamannii - Pino negral.

    - Pinus resinosa - Pino rojo americano.
    - Pinus sylvestris - Pino silvestre.
    - Pinus tabuliformis - Pino de Manchuria.
    - Pinus taiwanensis
    - Pinus thunbergii - Pino japonés de Thunberg.
    - Pinus tropicalis
    - Pinus yunnanensis
- Sección Pinea - Pinos del Mediterráneo.
  - Subsección Pineae
    - Pinus pinea - Pino piñonero.

  - Subsección Pinaster
    - Pinus brutia - Pino de Chipre.
    - Pinus canariensis - Pino canario, Pino de Canarias.
    - Pinus halepensis - Pino carrasco.
    - Pinus latteri
    - Pinus merkusii
    - Pinus pinaster - Pino rodeno.
    - Pinus roxburghii
- Sección Trifoliae - Pinos duros americanos.
  - Subsección Leiophyllae - México, sudoeste de EE.UU.
    - Pinus leiophylla
    - Pinus lumholtzii

  - Subsección Australes - Norteamérica, América Central, Caribe.
    - Pinus caribaea
    - Pinus clausa
    - Pinus cubensis
    - Pinus echinata
    - Pinus elliottii
    - Pinus glabra
    - Pinus hondurensis
    - Pinus occidentalis
    - Pinus palustris - Pino de hoja larga.
    - Pinus pungens
    - Pinus rigida - Pino bronco.
    - Pinus serotina
    - Pinus taeda
    - Pinus virginiana

  - Subsección Contortae - Norteamérica.
    - P. banksiana - Pino de Banks.
    - P. contorta - Pino contorto.
      - Pinus contorta ssp. latifolia - Pino contorto de hoja ancha.
      - Pinus contorta ssp. contorta - Pino contorto costero.
      - Pinus contorta ssp. murrayana - Pino de Murray.

  - Subsección Oocarpae - América Central, México, oeste de EE.UU.
    - Pinus attenuata - Pino de Eldorado.
    - Pinus greggii
    - Pinus herrerae
    - Pinus jaliscana
    - Pinus lawsonii
    - Pinus muricata - Pino obispo.
    - Pinus oocarpa
    - Pinus patula - Pino mexicano amarillo.
    - Pinus praetermissa
    - Pinus pringlei
    - Pinus radiata - Pino insigne, Pino de Monterrey.
    - Pinus tecunumanii
    - Pinus teocote

  - Subsección Ponderosae - América Central, México, oeste de EE.UU., sudoeste de Canadá. 
    - Pinus apulcensis
    - Pinus arizonica
    - Pinus cooperi
    - Pinus coulteri - Pino de Coulter.
    - Pinus devoniana
    - Pinus durangensis
    - Pinus engelmanii
    - Pinus estevezii
    - Pinus gordoniana
    - Pinus hartwegii
    - Pinus jeffreyi - Pino de Jeffrey.
    - Pinus maximinoi
    - Pinus montezumae
    - Pinus ponderosa - Pino ponderosa.
    - Pinus pseudostrobus
    - Pinus sabiniana
    - Pinus torreyana